# Тамер Салах
Тамер Салах (араб. تامر صلاح, нар. 3 квітня 1986, Джанін) — палестинський футболіст, який грає на позиції захисника в клубі «Шабаб Аль-Амарі», в 2014—2019 роках грав також у національній збірній Палестини.

## Клубна кар'єра
Тамер Салах народився у Джаніні, та розпочав грати у футбол у місцевому клубі «Дженін». У 2013 році футболіст перейшов до клубу «Хіляль Аль-Кудс», у якому з 2017 до 2019 року тричі поспіль ставав переможцем чемпіонату Західного берега річки Йордан, також став володарем кубка Західного берега річки Йордан. З 2019 року Тамер Салах став гравцем клубу «Шабаб Аль-Амарі».

## Виступи за збірну
У 2014 році Тамер Салах дебютував у національній збірній Палестини. У цьому ж році футболіст грав у складі палестинської збірної на Азійських іграх. У 2015 році Салах у складі збірної брав участь у Кубку Азії 2015 року в Австралії, у 2019 році вдруге брав участь у Кубку Азії 2019 року в ОАЕ, після чого до збірної не залучався. Загалом у складі збірної футболіст зіграв 21 матч, у якому забитими м'ячами не відзначився.